# Pera do Moço
Pera do Moço ist eine Gemeinde (Freguesia) im portugiesischen Kreis Guarda. In ihr leben 793 Einwohner (Stand 19. April 2021).

## Literatur

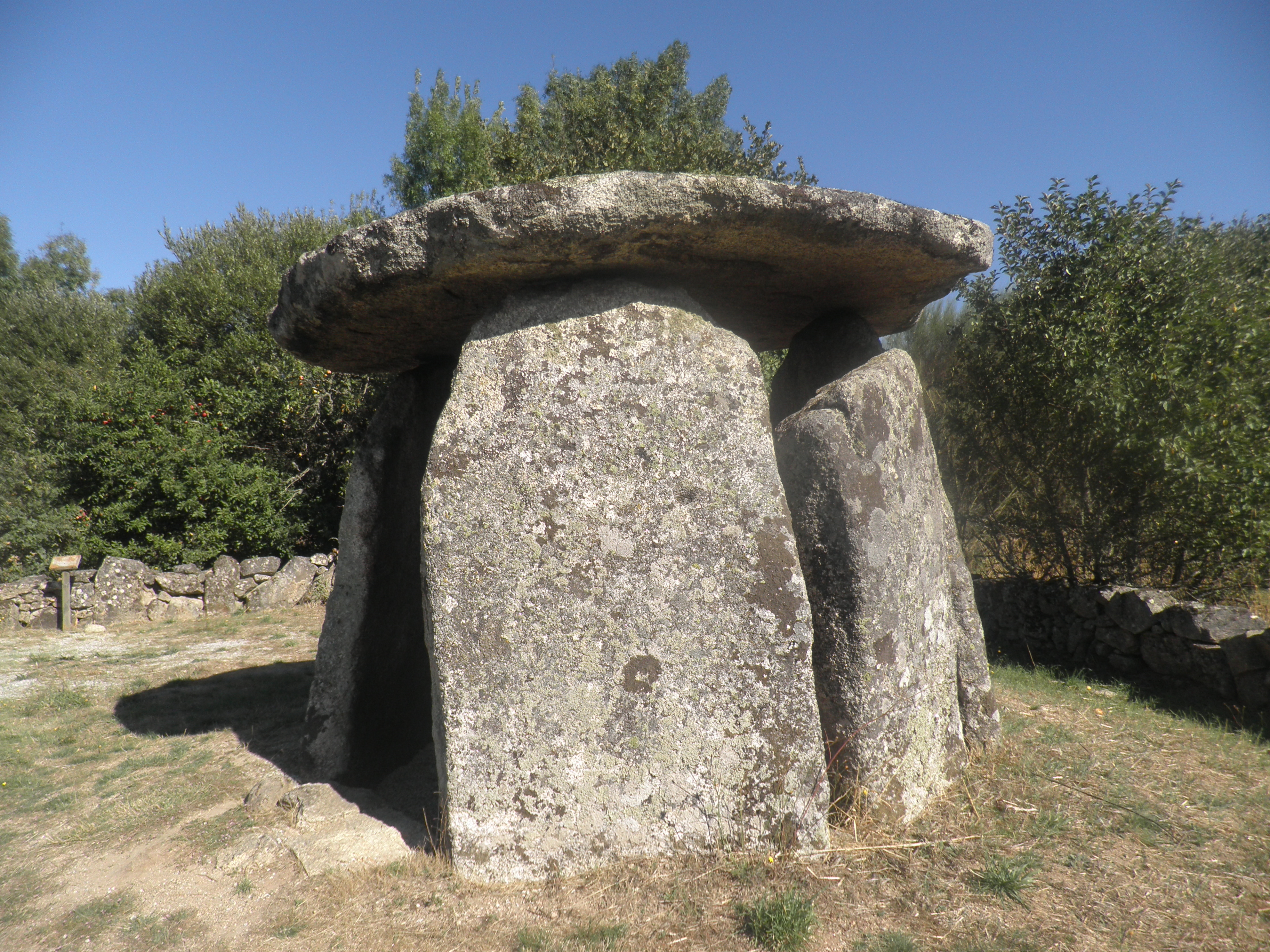
Anta von Pera do Moço

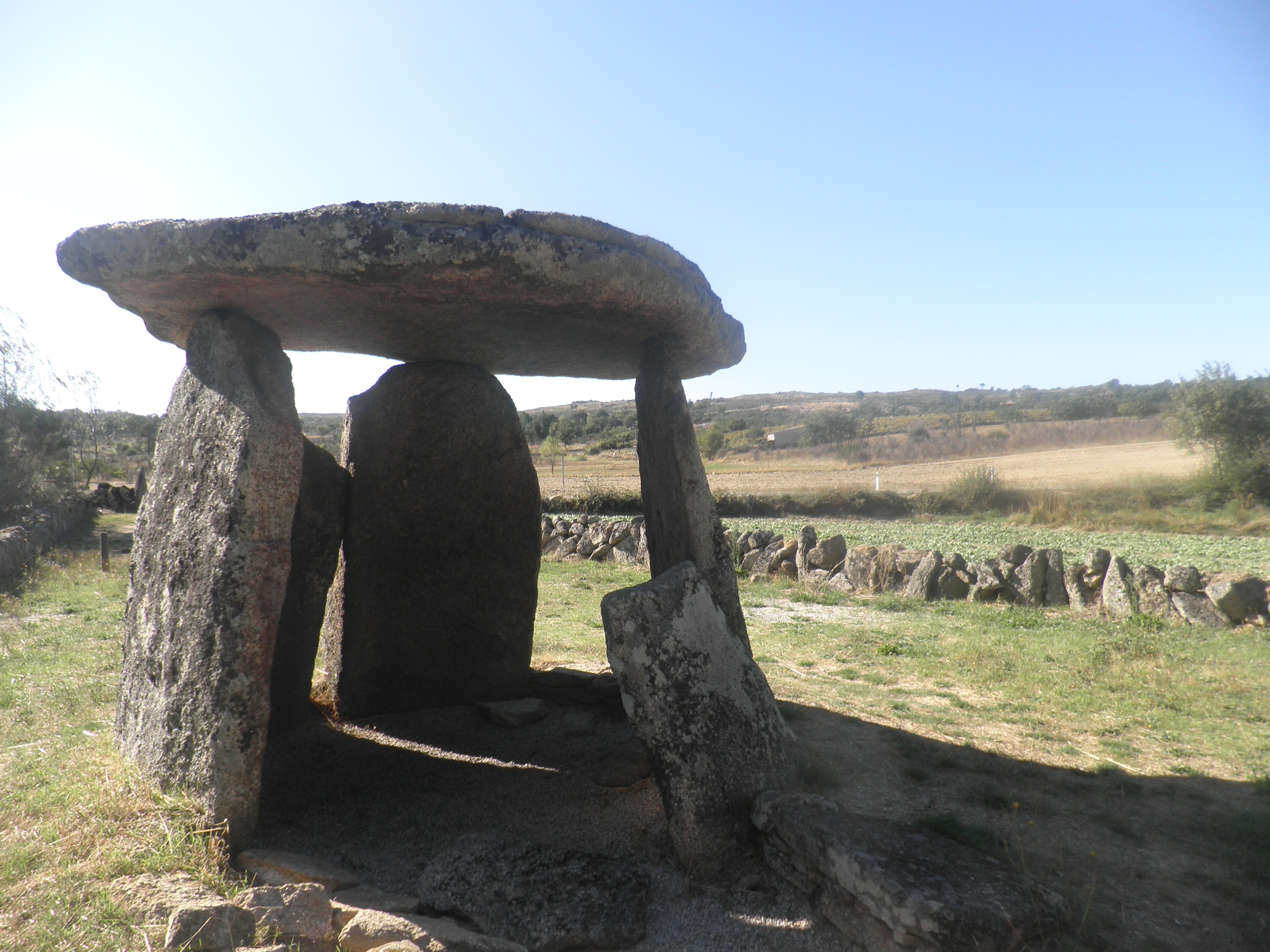
Anta von Pera do Moço